# Alpes del Weisshorn y del Cervino
Los Alpes del Weisshorn y del Cervino (en alemán Weisshorn-Matterhorn-Alpen) son una subsección de los Alpes Peninos.
Se encuentran a lo largo de la línea fronteriza entre Italia (Valle de Aosta) y Suiza (Cantón del Valais) desde el Colle Collon al Colle del Teodulo.
Toma su nombre del Cervino y del Weisshorn, las dos montañas más significativas del grupo.

## Delimitación
Los Alpes del Weisshorn y del Cervino limitan:
- al norte con los Alpes Berneses y separada por el río Ródano;
- al este con los Alpes del Mischabel y del Weissmies y los Alpes del Monte Rosa (en la misma sección alpina) y separados por el Colle del Teodulo;
- al sur con los Alpes del Gran Paradiso (en los Alpes Grayos) y separados por el río Dora Baltea;
- al oeste con los Alpes del Grand Combin (en la misma sección alpina) y separados por el Colle Collon.

Girando en sentido de las agujas del reloj los límites geográficos, en detalle, son: Colle Collon, Arolla, Val d'Hérens, río Ródano, Vispertal, Mattertal, Colle del Teodulo, Valtournenche, río Dora Baltea, Aosta, Valpelline, Colle Collon.

## Subdivisión
La clasificación SOIUSA de los Alpes del Weisshorn y del Cervino es la siguiente:
- Gran parte = Alpes occidentales
- Gran sector = Alpes del noroeste
- Sección = Alpes Peninos
- Subsección = Alpes del Weisshorn y del Cervino
- Código = I/B-9.II

La subsección, según las definiciones de la SOIUSA, está subdividida en 4 supergrupos, 10 grupos y 13 subgrupos:
- Cadena Bouquetins-Cervino (A)
  - Grupo Bouquetins-Mont Brulé (A.1)
    - Subgrupo del Mont Brulé (A.1.a)
    - Subgrupo de los Bouquetins (A.1.b)

  - Grupo Dents d'Hérens-Cervino (A.2)
    - Subgrupo de la Dent d'Hérens (A.2.a)
    - Subgrupo del Cervino (A.2.b)
    - Subgrupo de las Grandes y Petites Murailles (A.2.c)
    - Subgrupo Château des Dames-Fontanella (A.2.d)
- Cadena Luseney-Cian (B)
  - Grupo Cian-Redessau-Cima Bianca (B.3)
    - Subgrupo de Cian (B.3.a)
    - Subgrupo del Redessau (B.3.b)
    - Subgrupo Cima Bianca-Becca d'Aver (B.3.c)

  - Grupo Luseney-Faroma (B.4)
    - Subgrupo Luseney-Merlo (B.4.a)
    - Subgrupo Faroma-Viou (B.4.b)
- Cadena Dent Blanche-Grand Cornier (C)
  - Grupo de la Dent Blanche (C.5)
  - Grupo del Grand Cornier (C.6)
    - Cadena Grand Cornier-Pigne de la Lé (C.6.a)
    - Cadena Punta di Bricola-Sasseneire (C.6.b)
- Cadena Weisshorn-Zinalrothorn (D)
  - Grupo Galbelhörner-Zinalrothorn (D.7)
  - Grupo del Weisshorn (D.8)
  - Grupo de los Diablons (D.9)
  - Grupo Barrhörner-Augstbordhorn (D.10)

El primer supergrupo Cadena Bouquetins-Cervino agrupa las montañas más altas de los Alpes del Weisshorn y del Cervino a lo largo del límite entre Italia y Suiza. El segundo supergrupo Cadena Luseney-Cian se encuentra en Italia al sur del Colle di Valcornera y entre el Valpelline y la Valtournenche. El tercer supergrupo Cadena Dent Blanche-Grand Cornier se encuentra en Suiza entre el Val d'Hérens (al oeste) y el Val d'Anniviers y el Valle di Zinal (al este). El cuarto supergrupo Cadena Weisshorn-Zinalrothorn se encuentra en Suiza entre el Val d'Anniviers y el Valle di Zinal (al oeste) y el Mattertal (al este).

## Cimas

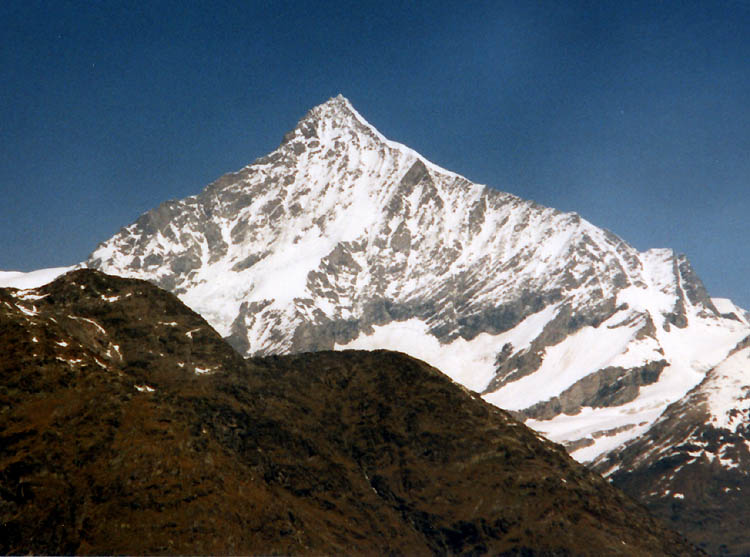
El Weisshorn, cima más alta del grupo.

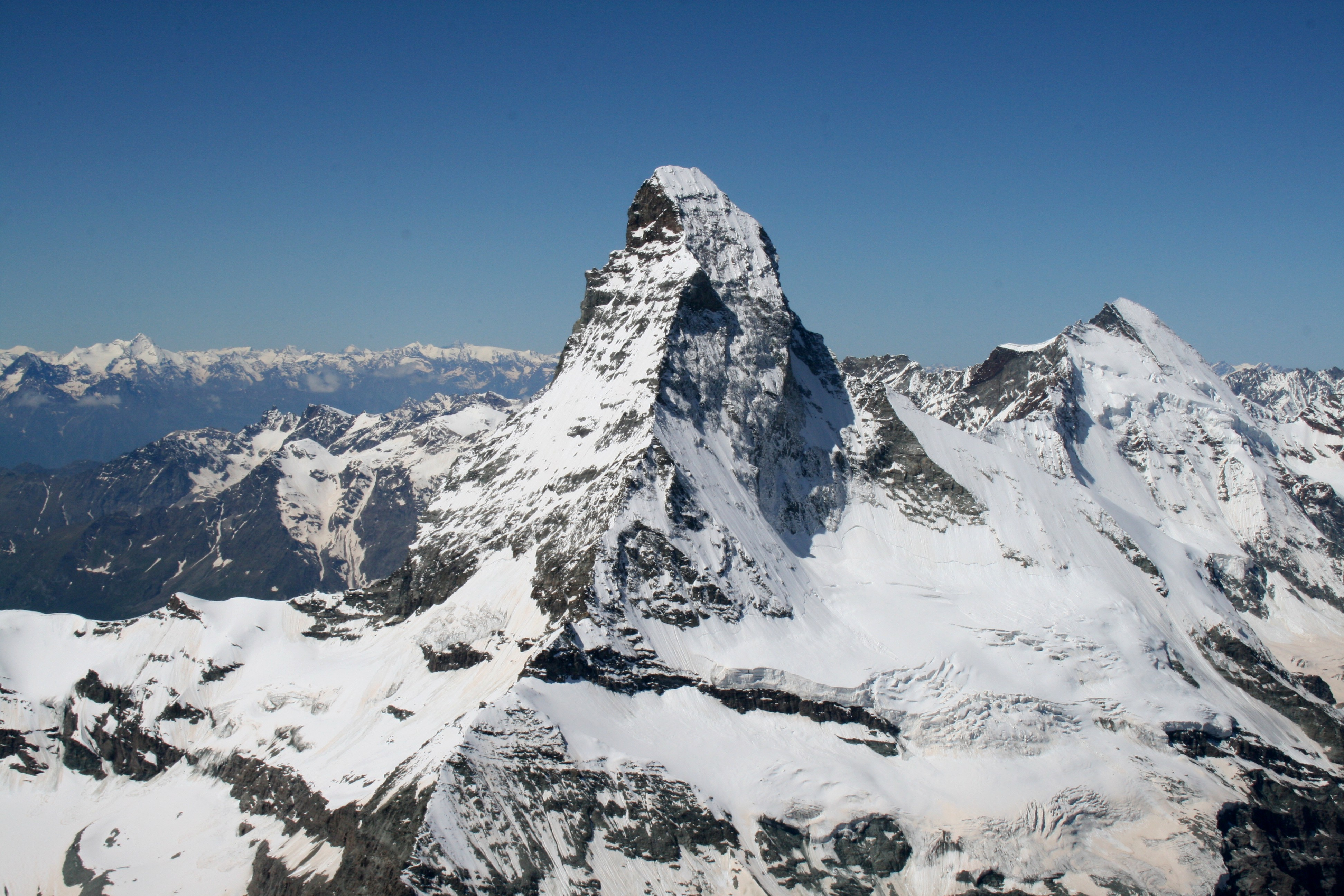
La solitaria pirámide del Cervino.

Las cimas principales de los Alpes del Weisshorn y del Cervino son:
- Weisshorn - 4.505 m
- Cervino - 4.478 m
- Dent Blanche - 4.357 m
- Pic Tyndall - 4.241 m
- Zinalrothorn - 4.221 m
- Dent d'Hérens - 4.171 m
- Bishorn - 4.153 m
- Obergabelhorn - 4.063 m
- Schalihorn -3.974 m
- Grand Cornier - 3.962 m
- Punta Margherita - 3.905 m
- Wellenkuppe - 3.903 m
- Jumeaux - 3.872 m
- Punta dei Cors - 3.849 m
- Dents des Bouquetins - 3.838 m
- Brunegghorn - 3.833 m
- Becca di Guin - 3.805 m
- Tête de Valpelline - 3.802 m
- Pointe de Zinal - 3.789 m
- Trifthorn - 3.728 m
- Tête Blanche - 3.724 m
- Testa del Leone - 3.715 m
- Mont Durand - 3.713 m
- Dent de Perroc - 3.676 m
- Aiguille de la Tsa - 3.668 m
- Monte Besso - 3.667 m
- Punta Budden - 3.630 m
- Punta di Bricola - 3.658 m
- Barrhorn - 3.610 m
- Les Diablons - 3.609 m
- Monte Brulé - 3.538 m
- Becca di Luseney - 3.504 m
- Pointe de Bertol - 3.499 m
- Punta Kurz - 3.496 m
- Château des Dames - 3.488 m
- Britehorn - 3.439 m
- Grande Dent de Veisivi - 3.418 m
- Mont Blanc du Creton - 3.409 m
- Pigne de la Lé - 3.396 m
- Punta di Fontanella - 3.384 m
- Becca Vannetta - 3.361 m
- Punta Cian - 3.320 m
- Garde de Bordon - 3.310 m
- Sasseneire - 3.254 m
- Monte Redessau - 3.253 m
- Becca del Merlo - 3.234 m
- Mont Rous - 3.224 m
- Becs de Bosson - 3.149 m
- Monte Faroma - 3.072 m
- Bella Tola - 3.025 m
- Cima Bianca - 3.009 m
- Becca di Viou - 2.856 m
- Becca Morion - 2.719 m
- Mont Pancherot - 2.614 m
- Becca d'Aver - 2.469 m.

## Refugios alpinos
Para favorecer el excursionismo de alta cota y el ascenso a las cimas el grupo montañoso está dotado de muchos refugios. Algunos entre los principales son:
- Refugio Jean-Antoine Carrel - 3.830 m
- Cabaña de la Dent Blanche - 3.504 m
- Cabaña de Hörnli - 3.260 m
- Cabaña de Tracuit - 3.256 m
- Cabaña de Weisshorn - 2.932 m
- Refugio Perucca Vuillermoz - 2.920 m
- Cabaña de Mountet - 2.886 m
- Cabaña de Moiry - 2.825 m
- Refugio Duca degli Abruzzi all'Oriondé - 2.802 m
- Refugio Aosta - 2.788 m
- Cabaña de Schönbiel - 2.694 m
- Refugio Oratorio di Cunéy - 2.652 m
- Refugio Barmasse - 2.169 m